# Camponotus lateralis
 (décembre 2012).
Si vous disposez d'ouvrages ou d'articles de référence ou si vous connaissez des sites web de qualité traitant du thème abordé ici, merci de compléter l'article en donnant les références utiles à sa vérifiabilité et en les liant à la section « Notes et références ».
Espèce
Camponotus lateralis est une espèce de fourmi de la famille des Formicidae.

## Distribution

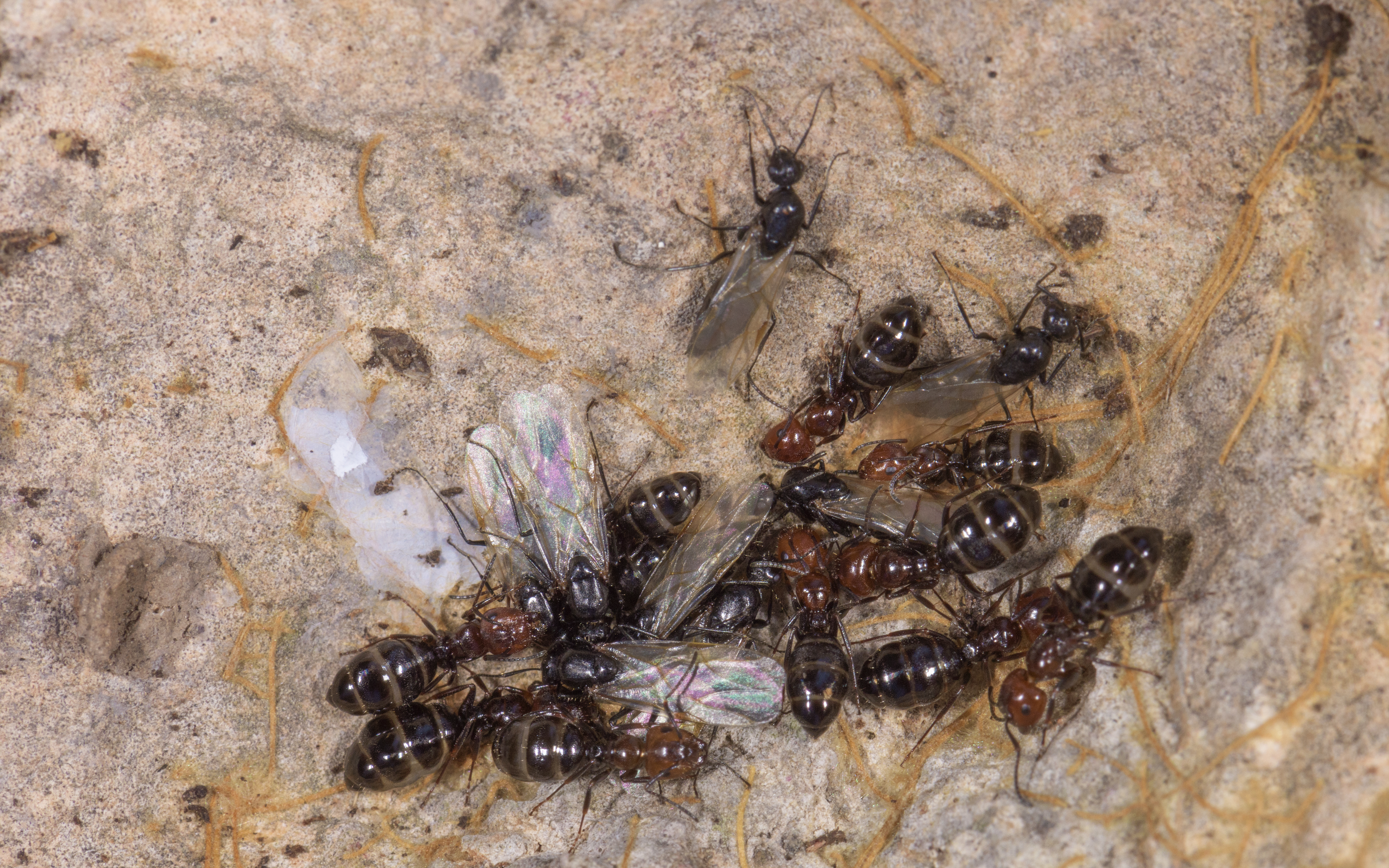
Mâles (ailés) et ouvrières Camponotus lateralis à Vic-la-Gardiole en France

Cette espèce se rencontre autour du bassin méditerranéen.

## Description
Camponotus lateralis est une fourmi de petite taille (3 à 7 mm pour les ouvrières ; 10 mm pour la reine). Elle présente un développement lent qui est de 3 mois du stade d'œuf au stade d'ouvrière. C'est une espèce dite polymorphe et monogyne. La parade nuptiale s'étend de début avril à fin mai, les reines peuvent s'accoupler avec une dizaine de mâles. La plupart d'entre elles ne survivent pas (elles sont par exemple prédatées par les oiseaux). Les survivantes fécondées se débarrassent de leurs ailes en les arrachant, puis pondent leurs premiers œufs après avoir trouvé refuge sous une branche ou une pierre.
Camponotus lateralis a le thorax et la tête rouge. Elle possède 11 segments antennaires.

## Castes
Il n'existe pas de castes chez Camponotus lateralis mais leur polymorphisme permet de distinguer :
- des ouvrières de différentes tailles (médias, pseudo-majors et majors, des plus petites aux plus grandes) ;
- des mâles n'ayant qu'une fonction reproductive et meurent après l'accouplement ;
- des reines qui pourront donner naissance à une nouvelle colonie à la suite d'un essaimage. Comme les mâles, elles sont ailées avant l'accouplement mais s'en distinguent notamment par leur taille plus grosse.

## Fondation
Camponotus lateralis est dite à fondation indépendante, ce qui signifie que la reine fonde elle-même sa propre colonie.

## Hivernage (diapause)
La diapause est obligatoire pour les Camponotus lateralis (comme quasiment toutes les fourmis endémiques de France métropolitaine) pour une durée d'environ 3 à 4 mois à 8 °C.

## Essaimage
Camponotus lateralis essaime d'avril à mai. Généralement, les individus sexués sortent toutes et tous ensemble du nid pour aller se reproduire.